# Alfred Eisenack
Alfred Eisenack (Altfelde, Tiegenhagen, arrondissement de Marienbourg (de), 13 avril 1891 - Reutlingen, 19 avril 1982 ) est un paléontologue allemand.

## Biographie
Il fut un pionnier de la micropaléontologie et de la palynologie. Son abréviation d'auteur botanique-mycologique est "Eisenack".
Eisenack est allé à l'école à Elbing et a étudié à partir de 1911 à l'Université d'Iéna et à partir de 1913 à l'Université de Königsberg. Il s'est porté volontaire et après la bataille de Lodz a été fait prisonnier par les Russes à Chita, en Sibérie. Là, il a pu étudier avec un autre géologue prisonnier de guerre (de Pontoppidan), mais son retour à la maison a été retardé même après l'armistice. Plus tard, il garde de bons souvenirs de cette époque, travaille à temps partiel comme chimiste et rentre en Allemagne par bateau via Vladivostok en 1920. Il a d'abord continué à étudier la géologie avec Karl Erich Andrée à Königsberg, mais a ensuite passé son examen de professeur et a été professeur à la Bessel-Oberrealschule de Königsberg de 1925 à 1940, où il a enseigné les sciences naturelles et les mathématiques. De plus, il s'est occupé de microfossiles de débris scandinaves du Silurien et de l'Ordovicien. Il a commencé à publier à ce sujet à partir de 1930. En 1942, il devient chargé de cours à Königsberg. En 1945, il est de nouveau fait prisonnier par les Soviétiques en province de Prusse-Orientale. Après son retour, il est devenu professeur auxiliaire à l'Université de Tübingen en 1951, initialement en tant que professeur à temps plein à l'Oberreutlinger Gewerbeschule à Reutlingen. À Tübingen, il était très actif sur le plan scientifique et avait également plusieurs doctorants.
En micropaléontologie, il a introduit, entre autres, le terme de chitinozoaires (probablement des coquilles d'œufs fossiles de créatures marines paléozoïques qui n'ont laissé aucun reste squelettique) et de mélanosclérite et a examiné des hystricosphères fossiles (syn. d'Acritarcha), des dinoflagellés et des graptolithes appartenant au plancton.
Il est membre honoraire de la Société de paléontologie depuis 1973.

## Publications
: document utilisé comme source pour la rédaction de cet article.
- Neue Mikrofossilien des baltischen Silurs, in Naturwissenschaften no 18 (42), 1931, p. 880–881, DOI 10.1007/BF01488901.
- Uber Chitinozoen des baltischen Gebietes, in Palaeontographica, Abteilung A no 131, 1968, p. 137–198.
- Chitinozoen und andere Mikrofossilien aus des Bohrung Leba, Pommers, in Palaeontographica A no 139, 1-3, 1972, p. 64-87.